# جون إس. بوين
جون إس. بوين (بالإنجليزية: John S. Bowen)‏ هو مهندس معماري أمريكي، ولد في 30 أكتوبر 1830 في سافانا في الولايات المتحدة، وتوفي في 13 يوليو 1863 في مسيسيبي في الولايات المتحدة.